# 高林隆
高林 隆（たかばやし たかし、1931年8月2日 - 2009年12月27日）は、埼玉県さいたま市出身のサッカー選手。ポジションはMF。

## 来歴
埼玉県立春日部高校時代に頭角を現し3年次に高校選手権埼玉県予選優勝。1950年に立教大学へ進学し3年次の1953年に大学選手権優勝に貢献すると、4年次に日本代表に選出された。また関東大学選抜にも1年次から選出されている。
1953年に、日本学生選抜に選出され西ドイツのドルトムントで開催された国際大学スポーツ週間（ユニバーシアードの前身）に出場。この選抜員には長沼健、岡野俊一郎らといった日本サッカーの中枢となる人物が多数参加していた。
卒業後の1954年に田辺製薬に加入、3度の全日本実業団選手権優勝（1954年、1955年、1957年）に貢献した。
日本代表としては1953年11月29日のユールゴーデンIF（スウェーデン）戦で代表デビュー。1954年の1954 FIFAワールドカップ・予選、第2回アジア競技大会、1956年のメルボルン五輪、1958年の第3回アジア競技大会に参加するなど、国際Aマッチ6試合出場2得点を記録した。
2009年12月27日、さいたま市見沼区で心不全により死去した

## 所属クラブ
- 埼玉県立春日部高等学校
- 立教大学
- 田辺製薬
- 大阪サッカークラブ

## 代表歴
- 日本代表初出場（国際Aマッチ）：1954年3月14日 韓国戦（明治神宮競技場）
- 日本代表初出場：1953年11月29日 DIFユールゴルデン（スウェーデン）戦（明治神宮競技場）
- 日本代表初得点：1954年5月1日 インドネシア戦（マニラ）

### 出場大会
- 1954 FIFAワールドカップ・予選
- アジア競技大会(1954,1958)
- 1956年メルボルンオリンピックのサッカー競技

### 試合数
- 国際Aマッチ 9試合 2得点(1954-1958)

| 日本代表 | 国際Aマッチ | 国際Aマッチ | その他 | その他 | 期間通算 | 期間通算 |
| 年       | 出場        | 得点        | 出場   | 得点   | 出場     | 得点     |
| -------- | ----------- | ----------- | ------ | ------ | -------- | -------- |
| 1953     | 0           | 0           | 1      | 0      | 1        | 0        |
| 1954     | 3           | 2           | 0      | 0      | 3        | 2        |
| 1955     | 5           | 0           | 1      | 0      | 6        | 0        |
| 1956     | 0           | 0           | 3      | 0      | 3        | 0        |
| 1957     | 0           | 0           | 0      | 0      | 0        | 0        |
| 1958     | 1           | 0           | 0      | 0      | 1        | 0        |
| 通算     | 9           | 2           | 5      | 0      | 14       | 2        |

### 出場
| No. | 開催日         | 開催都市   | スタジアム                 | 対戦相手     | 結果 | 監督     | 大会               |
| --- | -------------- | ---------- | -------------------------- | ------------ | ---- | -------- | ------------------ |
| 1.  | 1954年03月14日 | 東京都     | 明治神宮外苑競技場         | 韓国         | △2-2 | 竹腰重丸 | ワールドカップ予選 |
| 2.  | 1954年05月01日 | マニラ     |                            | インドネシア | ●3-5 | 竹腰重丸 | アジア大会         |
| 3.  | 1954年05月03日 | マニラ     |                            | インド       | ●2-3 | 竹腰重丸 | アジア大会         |
| 4.  | 1955年01月02日 | ラングーン |                            | ビルマ       | △1-1 | 竹腰重丸 | 国際親善試合       |
| 5.  | 1955年01月05日 | ラングーン |                            | ビルマ       | ●0-3 | 竹腰重丸 | 国際親善試合       |
| 6.  | 1955年01月08日 | ラングーン |                            | ビルマ       | △1-1 | 竹腰重丸 | 国際親善試合       |
| 7.  | 1955年01月11日 | ラングーン |                            | ビルマ       | ○1-0 | 竹腰重丸 | 国際親善試合       |
| 8.  | 1955年10月09日 | 東京都     | 後楽園競輪場               | ビルマ       | △0-0 | 竹腰重丸 | 国際親善試合       |
| 9.  | 1958年05月28日 | 東京都     | 国立霞ヶ丘競技場陸上競技場 | 香港         | ●0-2 | 川本泰三 | アジア大会         |

### 得点数
| No. | 開催日         | 開催地 | 会場 | 相手         | 結果 | 大会       |
| --- | -------------- | ------ | ---- | ------------ | ---- | ---------- |
| 1   | 1954年05月01日 | マニラ |      | インドネシア | ●3-5 | アジア大会 |
| 2   | 1954年05月03日 | マニラ |      | インド       | ●2-3 | アジア大会 |